# Cyril Wyche
Sir Cyril Wyche, PRS, angleški pravnik in politik, * 1632, Konstantinopel, Turčija, † 1707.
Wyche je bil med letoma 1683 in 1684 predsednik Kraljeve družbe.